# Bão Isaac (2012)
Bão Isaac là một cơn bão ở Bờ biển Vịnh của Hoa Kỳ, bao gồm tây Cán xoong Florida, Alabama, Mississippi và Louisiana. Cơn bão này hình thành từ một đợt sóng nhiệt đới ở phía đông Tiểu Antilles vào ngày 21 tháng 8 năm 2012, mạnh lên thành một cơn bão nhiệt đới vào ngày đó. Nó vượt qua Hispaniola và Cuba và thành bão mạnh, khiến 29 người thiệt mạng khi nó đi vào vịnh Mexico. Ít nhất 36 người thiệt mạng sau khi bão Isaac (hình vệ tinh) đổ bộ lên duyên hải vịnh Mexico tại Mỹ, vịnh Mexico, vùng Tiểu Antilles, vùng Đại Antilles và quần đảo Bahamas.
Theo dự báo của Cơ quan Khí tượng Quốc gia Hoa Kỳ, Isaac là cơn bão lốc xoáy có cường độ mạnh quét qua khu vực Louisiana, sau 7 năm kể từ khi xảy ra cơn bão lịch sử Katrina tháng 8 năm 2005. Isaac có đường đi gần giống Katrina.

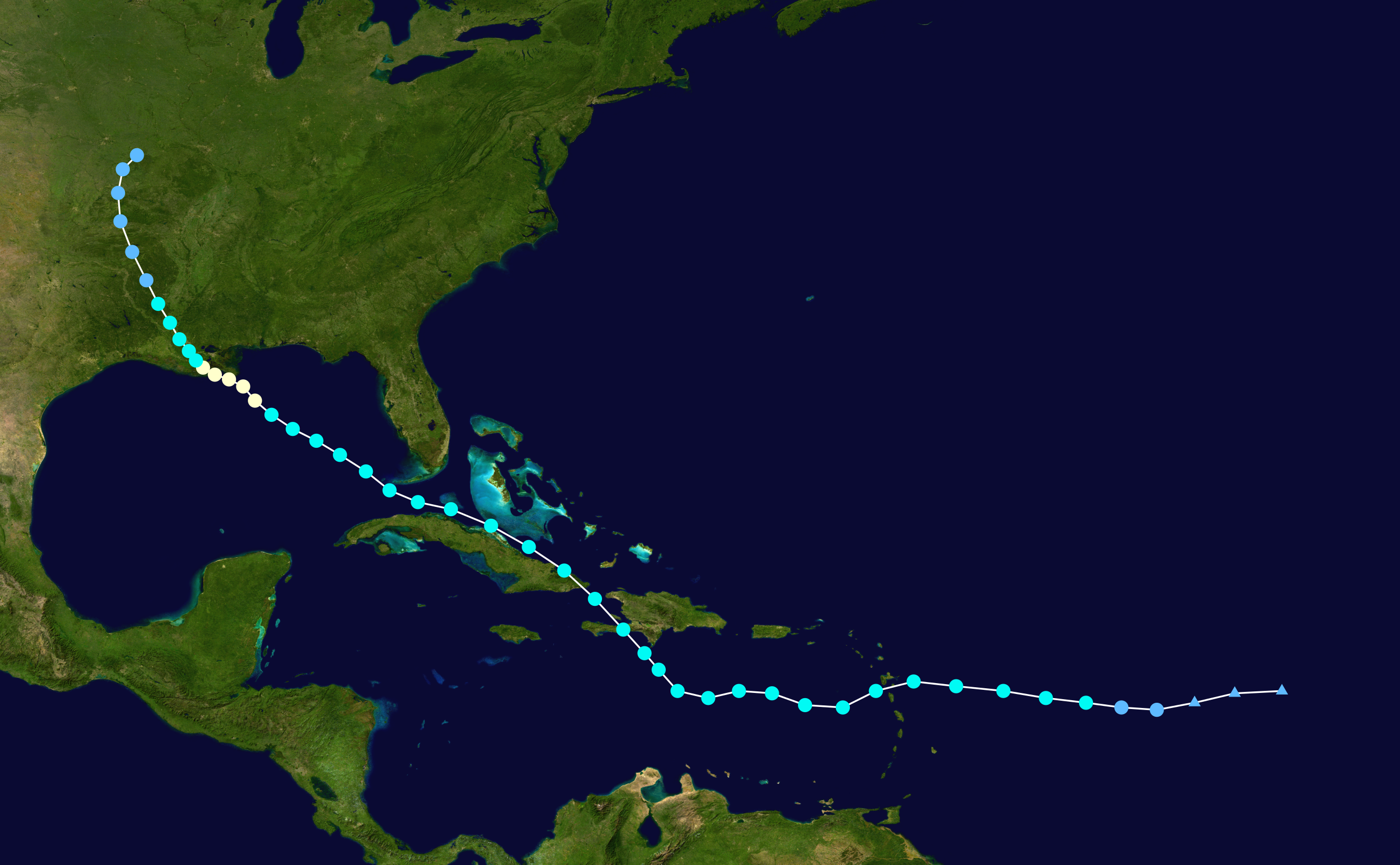
Đường đi cơn bão